# 三軍各校聯合入伍訓練
三軍各校聯合入伍訓練係中華民國各軍事院校（過去尚包含中央警官學校）為入學新生統一舉行的聯合入伍訓練，自民國56年（1967年）開辦，每年的7、8月（視情況間有起於6月或終於9月者）在臺灣高雄市鳳山區陸軍軍官學校實施。其目的除訓練新生們使有基礎軍事素養外，主旨在培養「三軍一體」的黃埔精神。依各年度參與學校數目的不同先後有三軍十、八、七、六、五、四校聯合入伍訓練等正式名稱。